# مونسانو
مونسانو (به ایتالیایی: Monsano) یک کومونه در ایتالیا است که در استان آنکونا واقع شده‌است.

## خصوصیات
مونسانو ۱۴٫۳ کیلومترمربع مساحت و ۲٬۸۸۱ نفر جمعیت دارد و ۱۹۱ متر بالاتر از سطح دریا واقع شده‌است.